# Cupressus torulosa
Cupressus torulosa (Кипарис гімалайський) — вид хвойних рослин родини кипарисових.

## Поширення, екологія
Країни поширення: Бутан; Китай (Тибет); Індія (штат Джамму-Кашмір); Непал. У Гімалаях, C. torulosa є співдомінує з Juniperus у сухих внутрішніх долинах і напівпосушливих високих гірських умовах у напрямку до тибетської стороні головного хребта, де відкритий ліс або рідколісся займають пд. схили. Діапазон висот: 1560–3670 м. Річна кількість опадів не перевищує 300 мм, більшість з яких припадає на літо й осінь.

## Морфологія
Вічнозелене дерево 15–25(45) м заввишки і 40–60(90) см діаметром. Крона від велико-овальної до широко-конічної. Кора товста, сіро-бура або коричнева, відлущується на поздовжні смуги. Гілки тонкі, пониклі, з тонкими, плетеподібними кінцями. Пагони розташовані в одній площині. Листя лускоподібне, тісно притиснуте, тупе, темно-зелене, часто з невеликою спинною борозною. Чоловічі шишки субкульові, 5–6 мм довжиною. Жіночі шишки кулясті або еліптичні, згруповані на дуже коротких черешках, 10–20 мм в поперечнику, зелені чи фіолетові, коли молоді, пізніше стають темно-коричневими, складаються з 6–8(10) лусок, з невеликими, трикутними, загорненими вістрями. Насіння 6–8 в кожній лусці, червоно-коричневе. Шишки з'являються в лютому-березні, насіння дозріває в травні-червні. Деревина світло-жовта з блідо-коричневою серцевиною, тверда й міцна.

## Використання
Деревина цього виду цінується для багатьох застосувань, в першу чергу пов'язаних з довговічністю (опору гнилі). Традиційно вид використовували для будівництва буддійських храмів та релігійної різьби по дереву. Доступні деревостої рідкісні і в них прямі дерева часто видалені давно. Цей вид був введений в різні країни Азії, або як побутове дерево на територіях храмів і монастирів чи пізніше як плантації лісового дерева. Він також використовується в садівництві, особливо в південній частині Європи, де він є поширеним у великих садах і парках. Обмежене число сортів відомо з цього виду.

## Загрози та охорона
Минула і недавня вирубка є погрозою в частинах ареалу. Погана регенерація також було відзначена в багатьох деревостоях.